# Собор Андрея Первозванного (Патры)
Собор Андрея Первозванного (греч. Ιερός Ναός Αγίου Ανδρέα Πάτρα) — православный храм в городе Патры на полуострове Пелопоннес, построенный в 1974 году. Святыня всего христианского мира. Является самым большим православным храмом Греции и вторым по величине на Балканах (после собора Святого Саввы в Белграде).
Собор Андрея Первозванного находится рядом со старым храмом Апостола Андрея, построенным в 1836—1843 годах, около которого находится источник, текущий на предполагаемом месте распятия апостола Андрея Первозванного.

## Распятие Святого Андрея Первозванного
Последние годы жизни апостол Андрей Первозванный жил в Патрах, здесь он проповедовал Христову веру, собрал вокруг себя большую христианскую общину. В Патрах, по сообщению жития, Андрей Первозванный совершил множество чудес: исцеления наложением рук, воскрешение мёртвых. Около 67 года правитель Эгеат приказал казнить Андрея Первозванного, распяв его на кресте. Крест, на котором распяли Андрея Первозванного, имел не обычный вид, а скошенный, поскольку апостол считал себя недостойным умереть на таком же кресте, как Иисус Христос. В память об этом такой скошенный крест называется сейчас «андреевским крестом», теперь он является одним из почитаемых символов христианства.
Правитель Эгеат распорядился не прибивать Андрея Первозванного к кресту, а привязать за руки и ноги, чтобы продлить его мучения. Два дня апостол проповедовал с креста. Люди, слушавшие его, потребовали прекратить казнь, и правитель, опасаясь народных волнений, распорядился снять апостола с креста. Однако Андрей Первозванный хотел принять смерть во имя Христа, и воины не смогли развязать верёвки. Житие сообщает, что когда святой апостол скончался, крест озарился ярким сиянием. По преданию, на месте распятия апостола Андрея Первозванного забил источник.

## Мощи и частицы креста Святого Андрея Первозванного

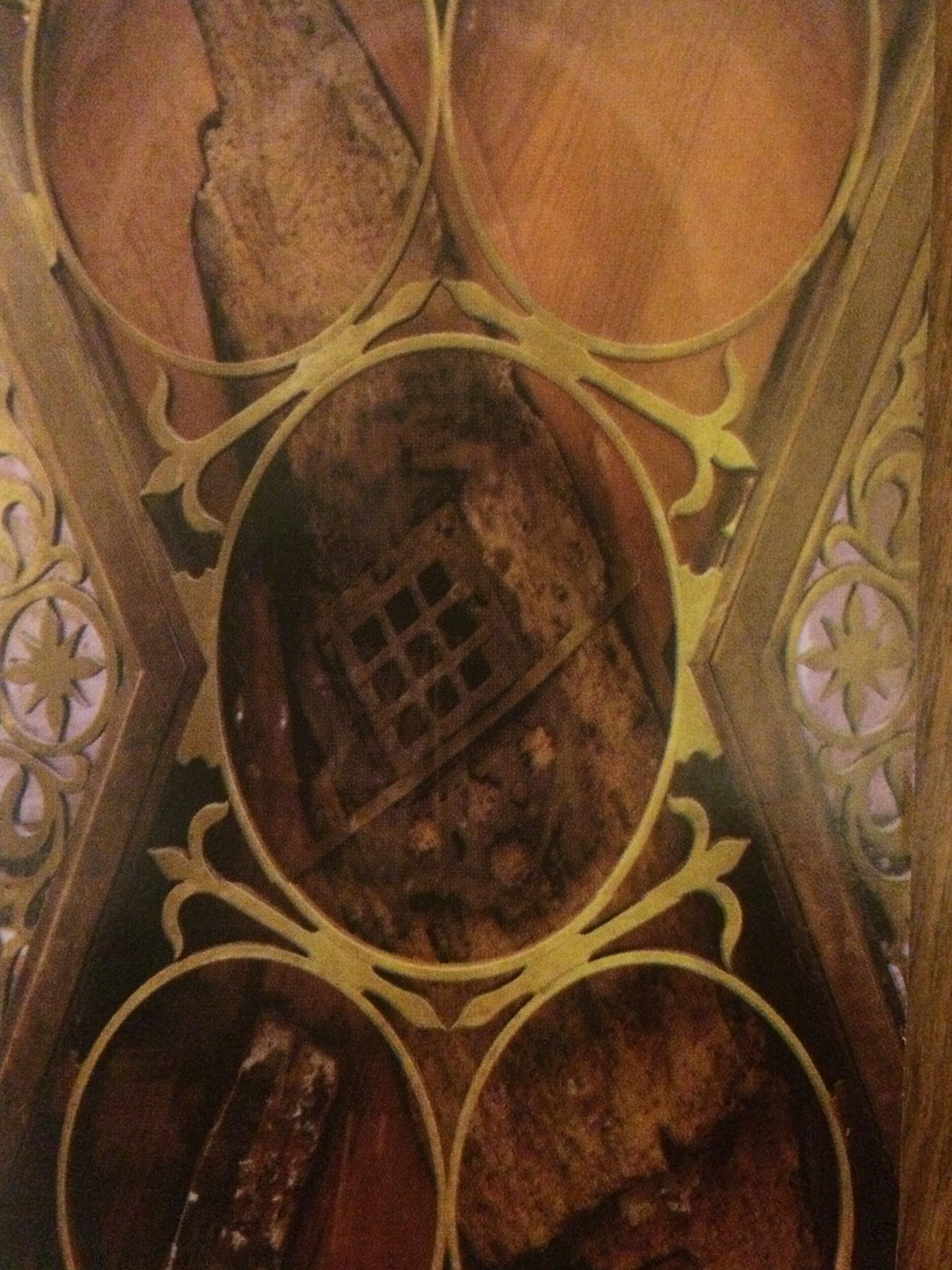
Крест-реликварий с частями креста апостола Андрея

В Патрах, на месте мученической гибели апостола Андрея Первозванного остались его мощи. В 357 году по повелению императора Римской империи Констанция II они были перенесены в Константинополь и положены в основание церкви Святых Апостолов. Однако в IX веке честная глава Святого Андрея и остатки креста, на котором он был распят, вернулись в Патры по особому ходатайству перед императором Византии.
Многие века честная глава и частицы креста Святого Андрея Первозванного находились в Патрах. Феодор Продром в XII веке свидетельствовал, что эти мощи почитались не меньше константинопольских. В 1460 году Патры были захвачены войсками османского султана Мехмеда II. Фома Палеолог, деспот Мореи, в 1462 году увёз главу и частицы креста в Рим, где передал папе Пию II, поместившему их в соборе святого Петра. В 1964 году папа Павел VI передал главу Андрея Первозванного и частицы андреевского креста Элладской Православной Церкви, и эти реликвии торжественно возвратились на своё историческое место в Патры. Глава апостола находится в серебряном ковчеге в правом приделе храма, на престоле, под сенью из белого мрамора. Части креста святого Андрея вставлены в косой крест.
В старом храме апостола Андрея, находящемся рядом с собором, имеется часть перста апостола Андрея, помещенная в мощевик, расположенный на мраморной гробнице. Эта святыня была подарена Патрам в 1847 году дворянином Андреем Муравьевым, получившим её на горе Афон. На этой гробнице помещена икона апостола Андрея в полный рост в серебряном окладе.

## История собора

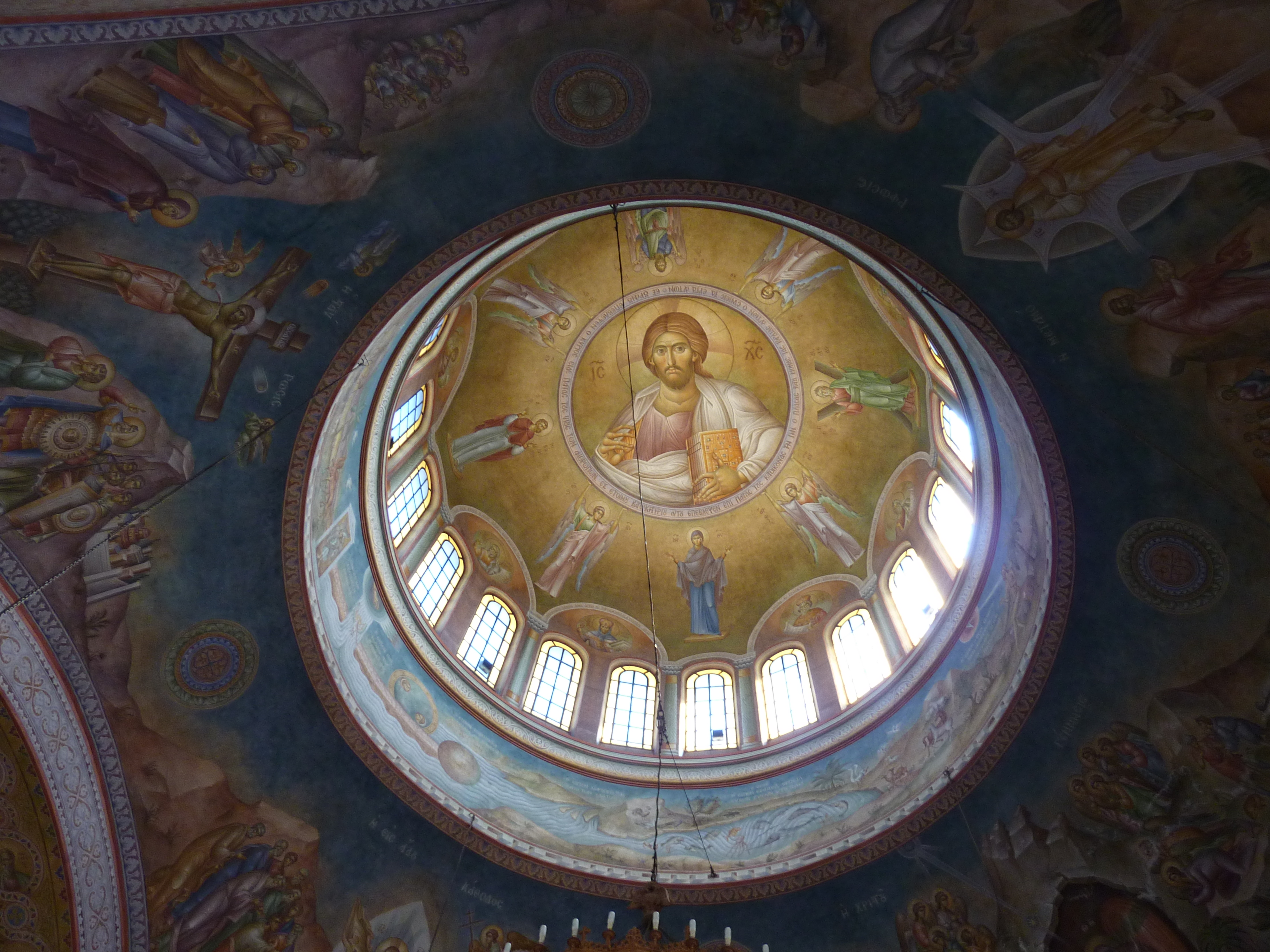
Купол собора

В 1901 году комиссия по возведению храма объявила конкурс на архитектурный проект.
1 июня 1908 года королём Георгом I был заложен фундамент будущего собора. Автором проекта и первым руководителем строительства был знаменитый греческий архитектор Анастасиос Метаксас. После его смерти, в 1937 году строительство возглавил Георгиос Номикос.
В 1910—1930 годах возведение храма было приостановлено из-за нестабильности почвы.
В 1934 году возведён купол, но из-за войны и тяжёлого экономического положения Греции в 1938 году работы вновь прекращены.
Только в 1955 году власти решают проблему недостатка средств путём введения налога на строительство храма, вошедшего в стоимость электроэнергии для горожан; и строительство возобновляется.
26 сентября 1974 года, через десять лет после возвращения святой главы Апостола Андрея, храм торжественно открыт.

## Архитектура собора

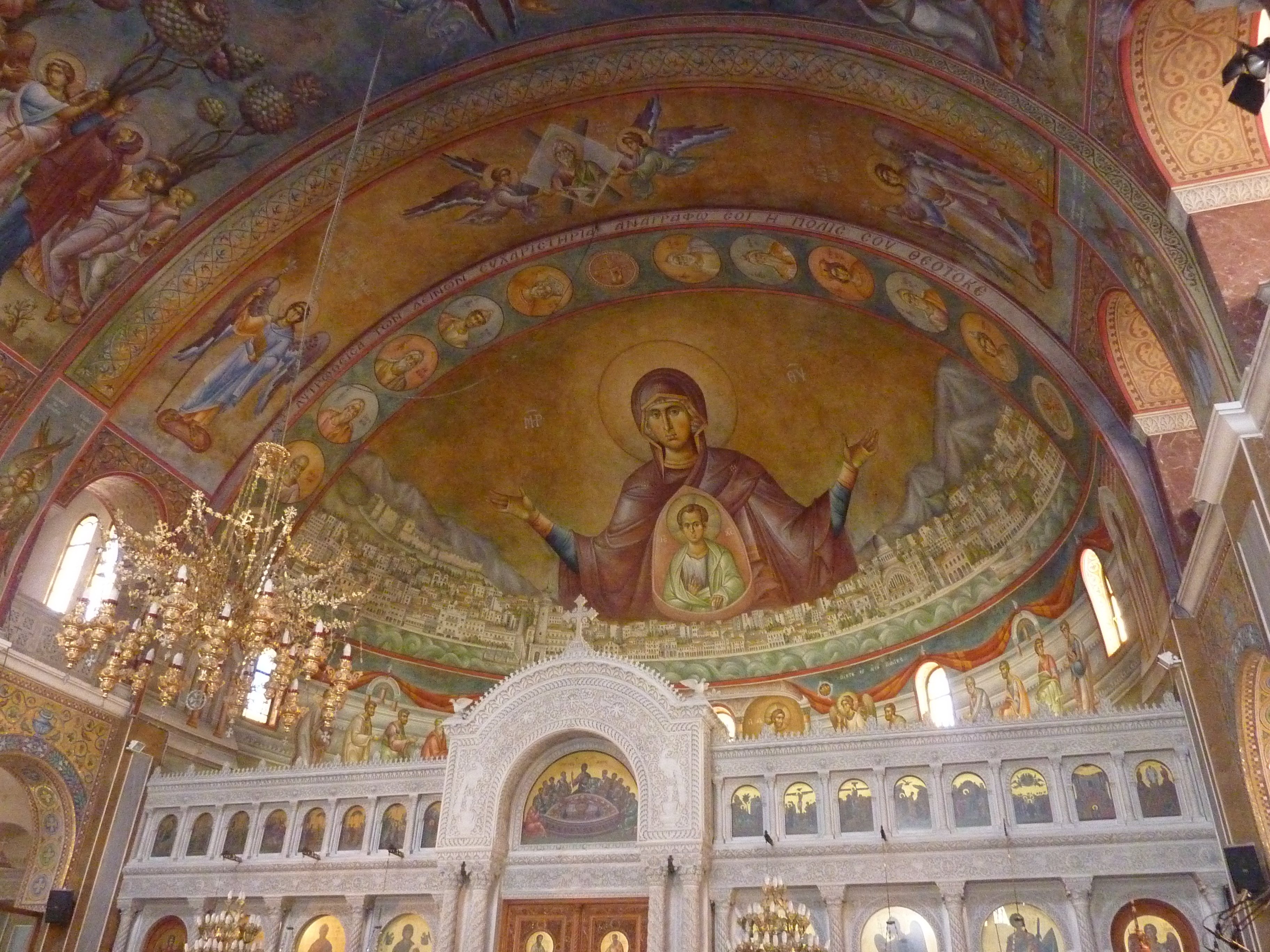
Мозаика Богородицы над алтарём

Собор Андрея Первозванного построен в неовизантийском стиле и производит впечатление основательного, массивного здания. Он находится в центре большой площади, засаженной деревьями. Площадь выходит на берег Коринфского залива, и центральный купол храма, увенчанный пятиметровым позолоченным крестом, виден с моря издалека. Двенадцать малых куполов-колоколен с крестами окружают большой купол, символизируя Иисуса в окружении двенадцати апостолов. Три фасада церкви украшены портиками, опирающимися на коринфские колонны и рядом ажурных монофор, вписанных в полукруг. Церковь вмещает 5500 человек.

## Интерьер собора

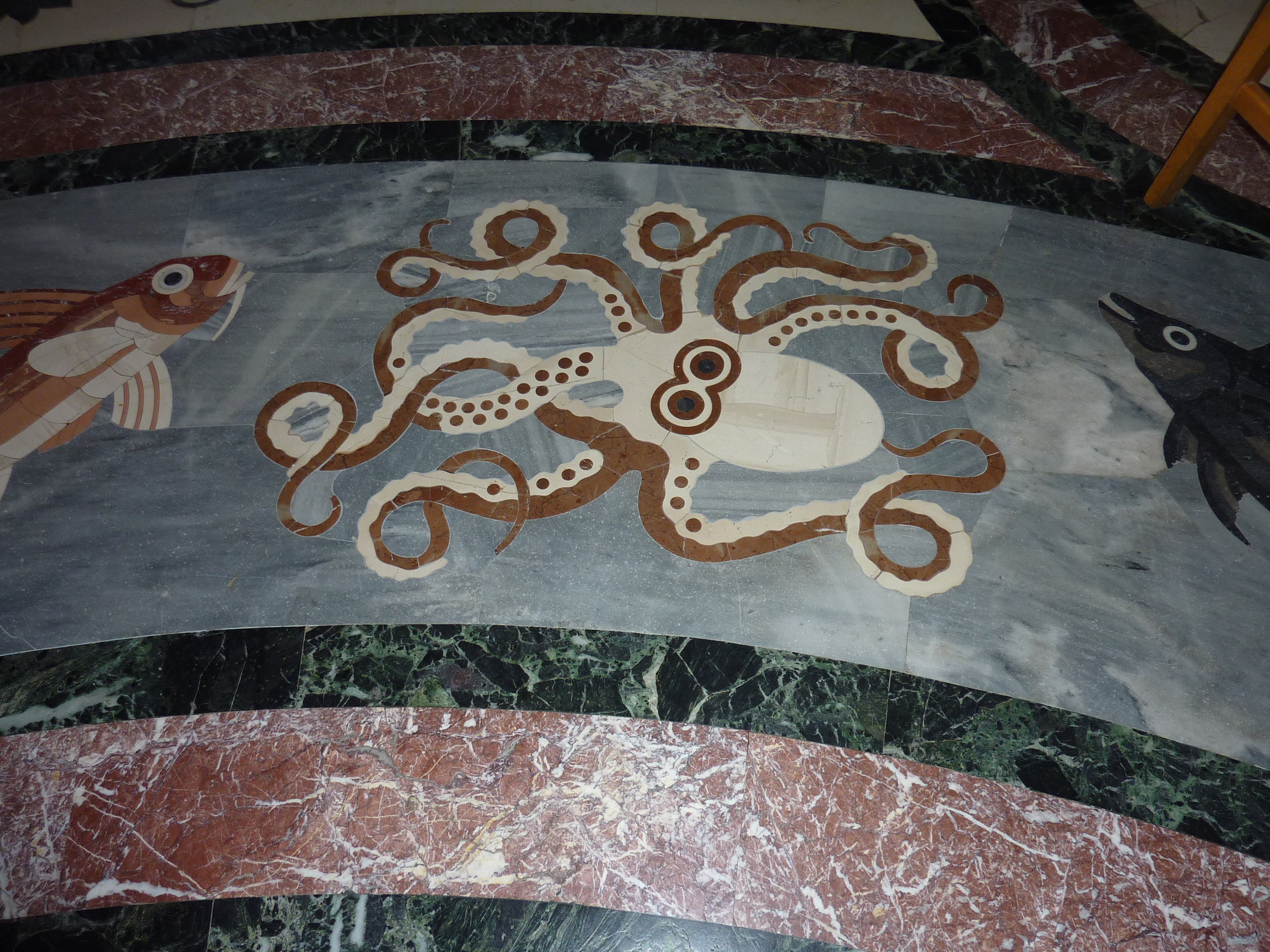
Фрагмент пола собора

Собор Андрея Первозванного имеет в плане форму греческого креста. Его отличительной чертой считается обилие света, свет льётся через большие окна фасадов и барабан центрального купола. Интерьер храма впечатляет обилием мозаик. В центре купола находится мозаика Христа Вседержителя; полукруглую абсиду покрывает мозаика с изображением Богородицы, простирающей руки над городом, как бы держа невидимый покров; мы увидим также мозаику апостола Андрея. Пол собора украшен мозаикой с изображением растений, птиц, рыб и зверей.
В средокрестии храма висит резная деревянная люстра.
В правом приделе храма расположен престол белого мрамора, под сенью которого в серебряном ковчеге покоится честная глава Святого Андрея Первозванного. За престолом установлен реликварий в форме андреевского креста, в который вкраплены сохранившиеся частицы того креста, на котором был распят апостол.